# Geheimnissäulen auf dem Weg nach Maria Plain

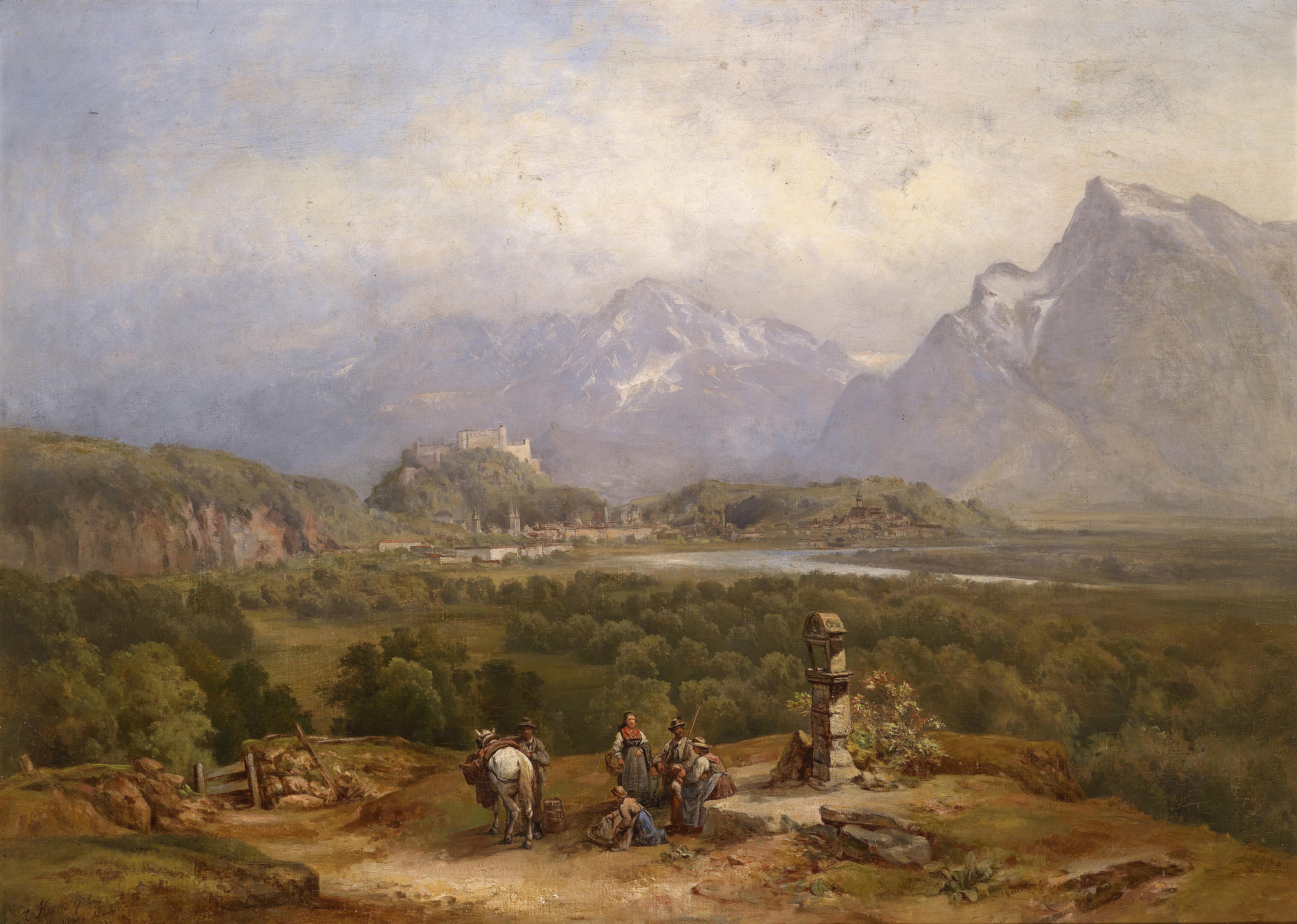
Weiter Blick auf Salzburg, A. Hansch/A. Esinger 1875/1884 (bei Kemating)

Die Geheimnissäulen auf dem Weg nach Maria Plain sind eine Reihe von insgesamt 16 Bildstöcken, die beginnend in der österreichischen Stadt Salzburg auf den nördlich davon befindlichen, im Gemeindegebiet von Bergheim liegenden Plainberg führen. Sie wurden im Jahr 1705 von einem unbekannt gebliebenen Stifter angelegt und bilden einen ohne bestimmten Namen gekennzeichneten, rund vier Kilometer langen Wallfahrtsweg zur Kirche Maria Plain. Die Steinsäulen I bis XV sind mit Ölbildern versehen, welche die 15 Rosenkranzgeheimnisse darstellen; den Abschluss der Reihe bildet eine Votivsäule mit der Entstehungsgeschichte. Die Geheimnissäulen waren im Laufe der Zeit kaum gepflegt worden, die Bilder waren zum Teil verschwunden oder dem Verfall nahegekommen. Private Rettungsaktionen zu Beginn des 20. Jahrhunderts und in den 1980er Jahren konnten die Säulenreihe vom Untergang bewahren.

## Geschichte

### Anlage des Wegs der Barockzeit
In der zweiten Hälfte des 17. Jahrhunderts wurden auf dem Plainberg, ausgelöst durch einen immer stärker werdenden Wallfahrtsverkehr zum 1652 aufgestellten Gnadenbild Maria Plain, eine Wallfahrtsbasilika und ein Kalvarienberg angelegt. Maria Plain wurde in der Folge zu einem im gesamten deutschsprachigen Raum bekannten Wallfahrtsort.
Zu Beginn des 18. Jahrhunderts war die österreichische Habsburgermonarchie in den Spanischen Erbfolgekrieg verstrickt, im Zuge dessen 1704 im angrenzenden Bayern mit der Taktik der „Verbrannten Erde“ hunderte Ortschaften geplündert und verbrannt wurden. Man befürchtete, dass auch Salzburg und sein Umland davon nicht verschont bleiben würde. Aufgrund der kriegerischen Umstände, besonders durch den Sieg der Österreicher und seiner Verbündeten bei der Schlacht von Höchstädt an der Donau am 13. August 1704 wurde dieses Schicksal aber von der Gegend abgewendet.
Als Dank für diese Fügung stiftete ein bewusst unbekannt bleiben wollender, gottesfürchtiger Salzburger, vermutlich ein Kaufmann, im darauf folgenden Jahr 1705 aufgrund eines Gelübdes eine Reihe von 15 Bildstöcken aus Stein, versehen mit Ölbildern, die als Motiv die 15 Rosenkranzgeheimnisse tragen. Die Säulen werden daher auch als „Geheimnissäulen“ bezeichnet. Den Abschluss der Reihe bildet eine 16. Steinsäule, die als Votivsäule ein Marienbild sowie einen Text zur Entstehungsgeschichte und den Votivspruch des Erbauers trägt. Zu jener Zeit war es nicht unüblich, aus religiösen Motiven und zum Dank gerade auch auf Pilgerwegen einen Bildstock anlegen zu lassen, zumal solche nicht nur der Andacht dienten, sondern mit ihren darin befindlichen Kerzen oder Öllichtern auch in der Nacht den Weg wiesen.
Die Motivation des Stifters ist aber nicht nur in der glücklichen Abwendung von Kriegshandlungen zu sehen, sondern auch in seiner Frömmigkeit. Er hatte nach seinen Angaben als unmoralisch lebender Mensch am 26. Dezember 1686 eine Lichterscheinung, die ihn zum Glauben bekehrte. Welcher Natur diese Erscheinung gewesen sein könnte, ist nicht geklärt. Man vermutet, dass es sich dabei um ein in Salzburg selten zu sehendes Nordlicht handelte oder um das Erscheinen des Halleyschen Kometen. Letzteres jedoch stimmt nicht mit den Berechnungen der Kometenlaufbahn überein, sodass heute auch angenommen wird, dass der Unbekannte möglicherweise irrtümlich ein falsches Datum angegeben hat.

### Rekonstruktion des Historismus
Der Erbauer hatte außerdem der Stadt Salzburg Geld hinterlassen, damit die Säulen auch nach seinem Tod gepflegt würden. Im Laufe der Zeit aber wurden diese zunehmend schadhaft. Zu Beginn des 20. Jahrhunderts waren zwar die Säulen selbst noch gut erhalten geblieben, die Bilder aber, die auf Blech gemalt waren, befanden sich in äußerst schlechtem Zustand. Philipp Strasser, ein Salzburger Bürger und Bestattungsunternehmer, nahm 1906 eine Spendenaktion zur Erneuerung der Gemälde in Angriff, die aber letztlich nicht zustande kam. Er beschloss daraufhin, eigene Mittel dafür aufzuwenden. In den folgenden Jahren wurden sukzessive bis 1914 die Bilder vom Historienmaler Josef Gold im Stile der Nazarener neu geschaffen.

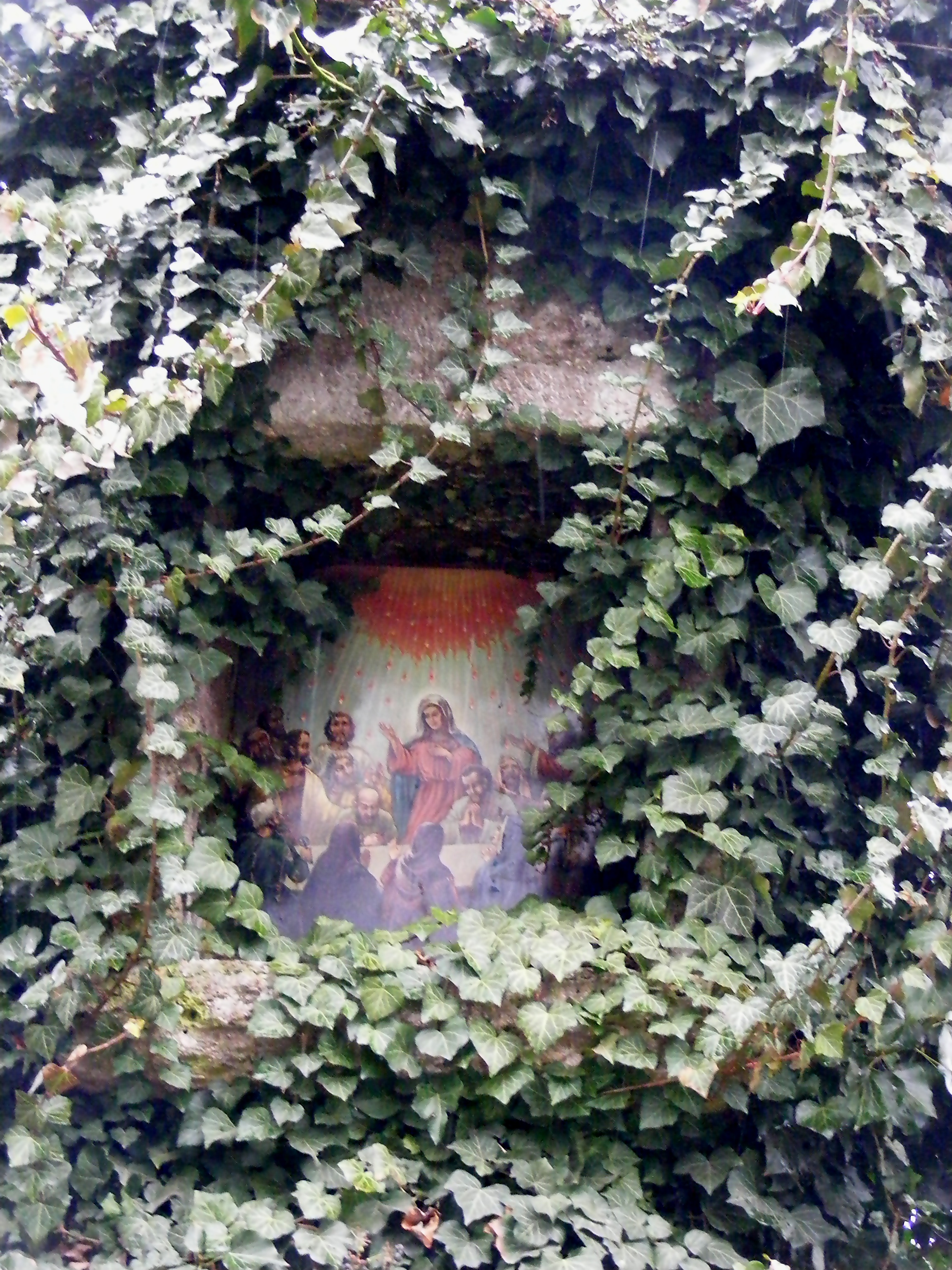
Verwachsener Bildstock XIII Aussendung des Hl. Geistes

In den folgenden Jahrzehnten waren aber weiterhin Verfallserscheinungen zu verzeichnen. Wiederum verrosteten die Bilder oder bleichten aus und die Säulen kamen zusehends herunter. Drei Bildstöcke waren im Zuge von Bauarbeiten nach 1945 überhaupt verschwunden. Bereits 1932 sollte von der Stadt Salzburg eine Säule restauriert werden, was jedoch aus Kostengründen (Kostenvoranschlag: das Zweifache eines Beamten-Monatsgehalts) abgelehnt wurde. In den siebziger und achtziger Jahren hatten Schreiben an die Salzburger Bürgermeister Heinrich Salfenauer und Josef Reschen zur Folge, dass der Bildhauer Conrad Dorn mit einem Gutachten zur Restaurierung der Geheimnissäulen betraut wurde. Tatsächliche Aktionen kamen aber nicht zustande, zumal man annahm, dass sich die Restaurierung für die Stadtgemeinde als problematisch erweisen würde, da ein Teil der Bildstöcke sich auf Privatgrund befindet.

### Wiederherstellungsmaßnahmen im Jahr 1986

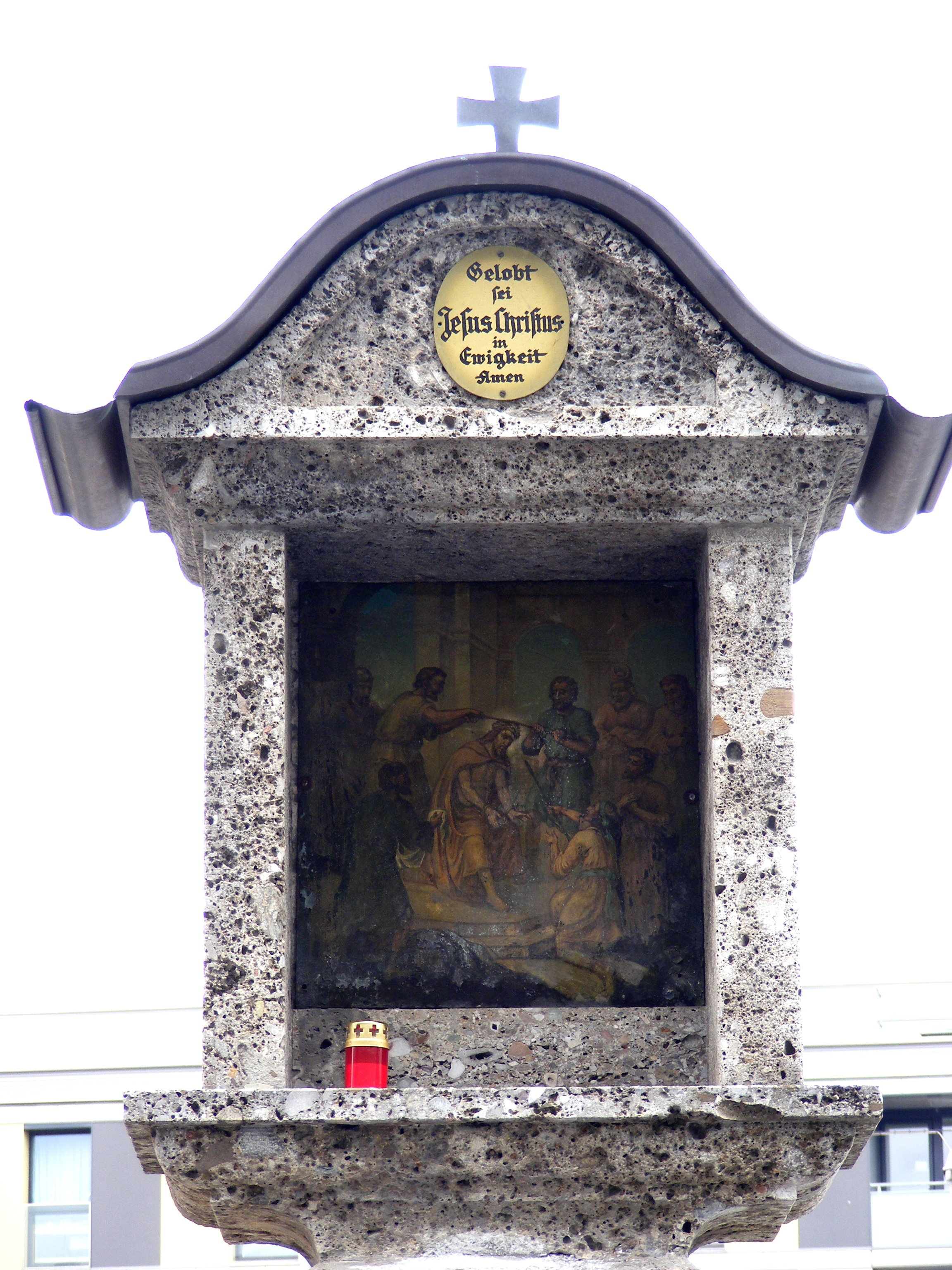
Rekonstruierter Bildstock VIII Dornenkrönung

Medizinalrat Herbert Dorn konnte bereits in den Jahren nach 1980 einige Maßnahmen von privater Seite zur Restaurierung einzelner Säulen in Gang setzen; den endgültigen Erfolg aber erlangte er, indem es gelang, ortsansässige wirtschaftliche Unternehmen und die regionale Presse für die Sache zu interessieren. Eine öffentliche Spendenaktion, die „Aktion zur Rettung der Bildsäulen Maria Plain“, kam so zustande und brachte in der Folge die benötigten Mittel ein. Damit wurden die anfallenden Restaurations- und Wiedererrichtungsarbeiten an den Bildstöcken I–X ermöglicht, die sich auf dem Gemeindegebiet der Stadt Salzburg befinden. Die drei fehlenden Steinsäulen wurden ersetzt und an neuen Orten aufgestellt, und die Bilder wurden vom Maler Ady Fuchs restauriert oder stilistisch im Einklang mit den Säulen aus dem Barock neu gestaltet.
Die auf dem Gemeindegebiet von Bergheim befindlichen fünf Säulen XI–XV wurden 1986 mit Glasmosaiken von einem Benediktiner-Pater Roman versehen. Die effektvollen, aber mit den barocken Säulen nicht harmonisierenden Mosaiken waren umstritten und wurden letztlich im Februar 2009 durch die originalen Öltafeln, die ebenfalls von Ady Fuchs schon zuvor gleichzeitig mit den anderen neu gestaltet worden waren, wieder ersetzt.

### Unterschutzstellung
Die auf Salzburger Stadtgebiet befindlichen Bildstöcke sind heute mitsamt den drei wiedererrichteten Säulen im Eigentum der Stadt Salzburg. Die erhaltene Originalsubstanz steht seit 1987 unter Denkmalschutz. Der Bergheimer Teil der Säulenreihe ist im geschützten Objekt Gesamtanlage Maria Plain erfasst.

## Die Bildstöcke

### Geheimnissäulen I bis XV

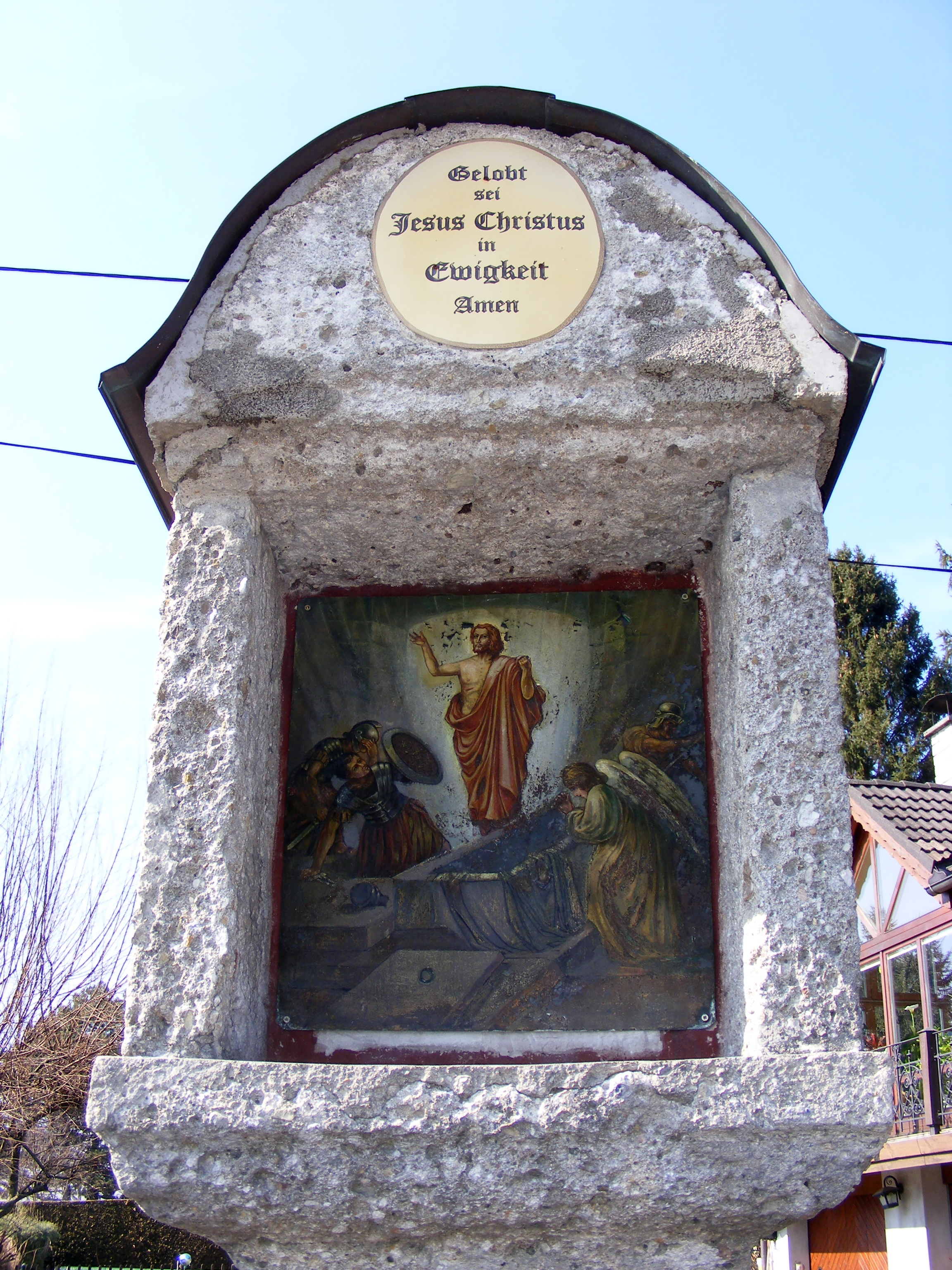
Bildstock XI Auferstehung, Details des Säulenkopfes (Tabernakel)

Die Säulen sind aus Konglomeratstein (Nagelfluh) vom Salzburger Rainberg  gefertigt. Jede besitzt einen tabernakelartigen Kasten, in dem sich das jeweilige Bild befindet. In der Österreichischen Kunsttopographie von 1916 werden die Tabernakelsäulen beschrieben als „über Würfelsockel prismatische Pfeiler mit vier Horizontalfugen, darauf über Gesims Rechtecktabernakel, verdacht mit Wellenbogengiebel“. Auf diesen Giebeln ist bei fast allen Säulen ein Metallschild angebracht mit der Aufschrift Gelobt sei Jesus Christus in Ewigkeit. Amen. Auf einigen Bildstöcken befindet sich zudem auf dem Säulenschaft ein kleines Schild mit der in römischen Ziffern dargestellten Nummer der Säule in der Reihenfolge des Wegs.
Die in den Kästen befindlichen Ölbilder sind auf Metalltafeln gemalt.
Die Malereien der Bildstöcke I–V zeigen entsprechend dem 15-teiligen Bildprogramm den Freudenreichen Rosenkranz, die in den Säulen VI–X den Schmerzhaften Rosenkranz; die Bilder mit den Nummern XI–XV, die sich alle auf Bergheimer Gebiet befinden, haben den Glorreichen Rosenkranz zum Motiv.
Der Weg entlang der Bildstöcke ist als Rosenkranzweg zu sehen. Die in Hinblick auf den Leidensweg Christi auch anzutreffende Benennung als „Kreuzweg“ ist – obschon er in einem Kalvarienberg endet – als falsch einzustufen, dieser würde explizit das Bildprogramm der Passion zeigen.
Übersicht
- Bildspalten Bildstock und Bildmotiv sortieren die in den 1980ern rekonstruierten Bildstöcke respektive Gemälde an das Ende
- Spalte Bauliche Anmerkung gibt einen Link auf die entsprechende Denkmalliste

|      | Bildstock           | Station                                                                                 | Standort                                                                                        | Bauliche Anmerkung | Bildmotiv             |
| ---- | ------------------- | --------------------------------------------------------------------------------------- | ----------------------------------------------------------------------------------------------- | --- | --------------------- |
| I    | (Original von 1705) | Mariä Verkündigung: „Den Du, o Jungfrau, vom Heiligen Geist empfangen hast“             | Salzburg–Elisabeth-Vorstadt, Elisabethstraße 01                                                 | Ursprünglich auf der Hirschenwiese frei stehend, im Zuge der Verbauung um die Wende zum 20. Jahrhundert in die Hausfassade integriert, Bild restauriert                                             | (Josef Gold, um 1910) |
| II   | (Original von 1705) | Mariä Heimsuchung: „Den Du, o Jungfrau, zu Elisabeth getragen hast“                     | Salzburg–Elisabeth-Vorstadt, Elisabethstraße 05 (Hotel zum Hirschen)                            | Säule und Bild restauriert | (Josef Gold, um 1910) |
| III  | (Original von 1705) | Christi Geburt: „Den du, o Jungfrau, zu Bethlehem geboren hast“                         | Salzburg–Elisabeth-Vorstadt, Elisabethstraße 21                                                 | Bei Bauarbeiten bereits mit dem Bauschutt abtransportiert, aber original wieder errichtet; Bild neu gestaltet                                                                                       | (Ady Fuchs, um 1980)  |
| IV   | (Rekonstruktion)    | Jesu Opferung (Darstellung): „Den Du, o Jungfrau, im Tempel aufgeopfert hast“           | Salzburg–Elisabeth-Vorstadt, Elisabethstraße, Kreuzung Jahnstraße (bei Haupt-/Pestalozzischule) | Säule aufgrund von Neubauten verschwunden und auf dem stadteigenen Gelände der Plainschule neu wiedererrichtet; das restaurierte Bild von Bildstock V hier eingesetzt Denkmalschutz (Listeneintrag) | (Josef Gold, um 1910) |
| V    | (Rekonstruktion)    | Auffindung des zwölfjährigen Jesus: „Den Du, o Jungfrau, im Tempel wiedergefunden hast“ | Salzburg–Elisabeth-Vorstadt, Julius-Haagn-Straße 32                                             | Säule und Bild neu gestaltet Denkmalschutz (Listeneintrag) | (Ady Fuchs, um 1980)  |
| VI   | (Erhaltung unklar)  | Todesangst Jesu auf dem Ölberg: „Der für uns Blut geschwitzt hat“                       | Salzburg–Itzling, Plainstraße 115                                                               | Säule in die Hausfassade eingemauert; Bild restauriert | (Josef Gold, um 1910) |
| VII  | (Rekonstruktion)    | Geißelung Jesu: „Der für uns gegeißelt worden ist“                                      | Salzburg–Itzling, Plainstraße, Kreuzung Erzherzog-Eugen-Straße                                  | Säule neu errichtet; Bild neu gestaltet | (Ady Fuchs, um 1980)  |
| VIII | (Rekonstruktion)    | Dornenkrönung Jesu: „Der für uns mit Dornen gekrönt worden ist“                         | Salzburg–Itzling, Schillerstraße 35                                                             | Säule neu errichtet, Bild dem nicht mehr restaurierbaren Original nachempfunden | (Ady Fuchs, um 1980)  |
| IX   | (Original von 1705) | Kreuztragung Christi: „Der für uns das schwere Kreuz getragen hat“                      | Salzburg–Itzling, Albert-Schweiger-Straße 1 (bei der Plainbrücke)                               | Säule und Bild restauriert Denkmalschutz (Listeneintrag) | (Josef Gold, um 1910) |
| X    | (Original von 1705) | Kreuzigung Jesu: „Der für uns gekreuzigt worden ist“                                    | Salzburg–Itzling, Plainbergweg 7–9                                                              | Säule restauriert, Bild renoviert und dem Original nachempfunden | (Ady Fuchs, um 1980)  |
| XI   | (Original von 1705) | Auferstehung Christi: „Der von den Toten auferstanden ist“                              | Bergheim–Kemating, Plainbergweg 19                                                              | Bild renoviert Denkmalschutz (Listeneintrag) | (Ady Fuchs, um 1980)  |
| XII  | (Rekonstruktion)    | Himmelfahrt Christi: „Der in den Himmel aufgefahren ist“                                | Bergheim–Kemating, Plainbergweg 20                                                              | Säule und Bild renoviert Denkmalschutz (Listeneintrag) | (Ady Fuchs, um 1980)  |
| XIII | (Original von 1705) | Sendung des Heiligen Geistes: „Der uns den Heiligen Geist gesendet hat“                 | Bergheim–Kemating, Plainbergweg 03                                                              | Bild renoviert Denkmalschutz (Listeneintrag) | (Ady Fuchs, um 1980)  |
| XIV  | (Original von 1705) | Aufnahme Marias in den Himmel: „Der Dich, o Jungfrau, in den Himmel aufgenommen hat“    | Bergheim–Kemating, Plainbergweg 01                                                              | Bild renoviert Denkmalschutz (Listeneintrag) | (Ady Fuchs, um 1980)  |
| XV   | (Original von 1705) | Krönung Marias: „Der Dich, o Jungfrau, im Himmel gekrönt hat“                           | Bergheim–Maria Plain, Plainbergweg 30 (Ghf. Plainlinde)                                         | Bild renoviert Denkmalschutz (Listeneintrag) | (Ady Fuchs, um 1980)  |

### Weitere Bildstöcke
Zwischen den Säulen V und VI befindet sich der Bildstock Maria Trost zu Plain. Er ist anders gestaltet als die übrigen und ist auch älteren Datums. Vermutlich stammt er von 1594. Er steht am früheren Bayerischen Platzl, dem Ort einer angeblichen Auslieferung von den zum Tode Verurteilten und auf Salzburger Gebiet Geflüchteten, an Gesandte des bayrischen Herzogs, und ist angebliches Reichsaltertum. Es wird angenommen, dass er bewusst in das Ensemble der 15 Geheimnissäulen eingebunden wurde.

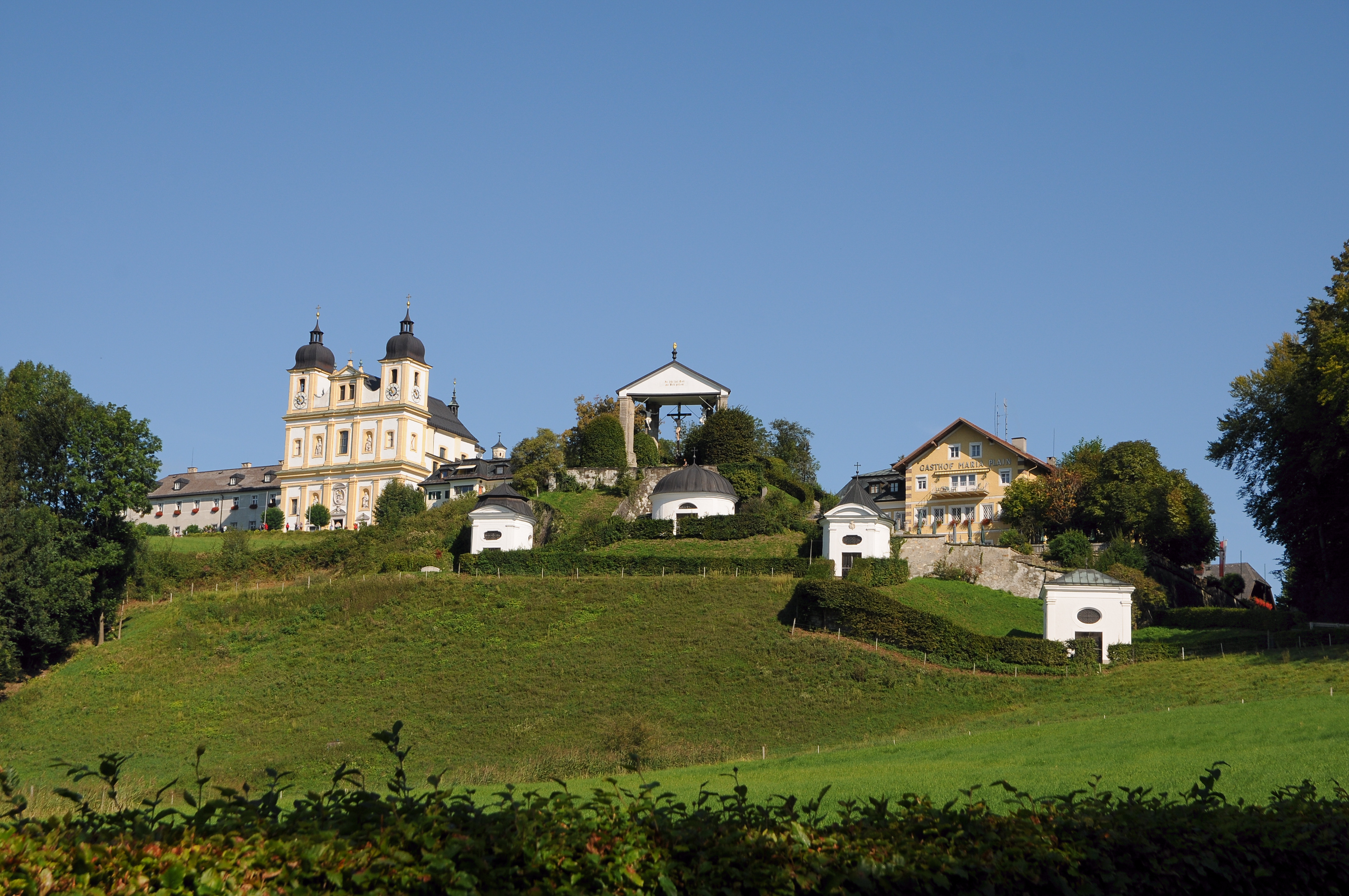
Die Kalvarienbergkapellen unterhalb der Kirche

Das Ende des Wallfahrtswegs bildet eine ebenfalls aus demselben Stein wie die 15 Geheimnissäulen gefertigte Votivsäule. Die Österreichische Kunsttopographie (1916) beschreibt sie als „eine größere Bildstocksäule aus Konglomerat: Auf würfelförmigem Postament ein mannshoher prismatischer Pfeiler mit profiliertem Basis- und Kapitälgesimse, darauf ein rundbogig geschlossenes Tabernakel mit dem modern erneuerten Bildnis der Mutter Gottes von Maria Plain“. Auf ihr befinden sich neben dem Marienbild die Geschichte zur Entstehung des Wallfahrtswegs und der Votivspruch des Stifters: Mariae Sanctae Dei Genitrici Honor (‚Ehre sei der heiligen Maria, Mutter Gottes!‘) sowie die schriftliche Kennzeichnung, dass die Säulenreihe aus einem Gelübde heraus entstanden ist („Ex Voto“). Die Säule bildet den Anschluss des Pilgerwegs an die vier Kapellen des 1686 bis 1692 errichteten Maria Plainer Kalvarienbergs.
Vor dem Superioratsgebäude, das sich unmittelbar neben der Maria Plain-Basilika befindet, steht ein modern gestalteter, den Geheimnissäulen nachempfundener Bildstock mit Glasmosaiken der 1980er.
| Bildstock           | Bildstock                | Standort                                                                              | Bildmotiv | Bauliche Anmerkung                                       |
| ------------------- | ------------------------ | ------------------------------------------------------------------------------------- | --- | -------------------------------------------------------- |
| (Original von 1594) | Maria Trost zu Plain     | Salzburg-Itzling, Plainstraße 83                                                      | Auf dem früheren Bayerischen Platzl befindliches rechtshistorisches Denkmal des späten 16. Jh. Denkmalschutz (Listeneintrag) | Abbild des Gnadenbildes Maria Plain (Ady Fuchs, um 1980) |
| (Rekonstruktion)    | Votivsäule (Maria Trost) | Bergheim-Maria Plain, Plainbergweg, schräg gegenüber der ersten Kalvarienberg-Kapelle | Säule und Bild renoviert Denkmalschutz (Listeneintrag)                                                                       | Abbild des Gnadenbildes Maria Plain (Ady Fuchs, um 1980) |
| (um 1986)           | Neuer Bildstock          | Bergheim-Maria Plain, vor dem Superioriatsgebäude                                     | Denkmalschutz (Listeneintrag)                                                                                                | Maria mit Jesuskind u. a. (P. Roman, um 1986)            |

- Karte mit allen Koordinaten:
- OSM |
- WikiMap

## Wallfahrt und verbundene Stationswege

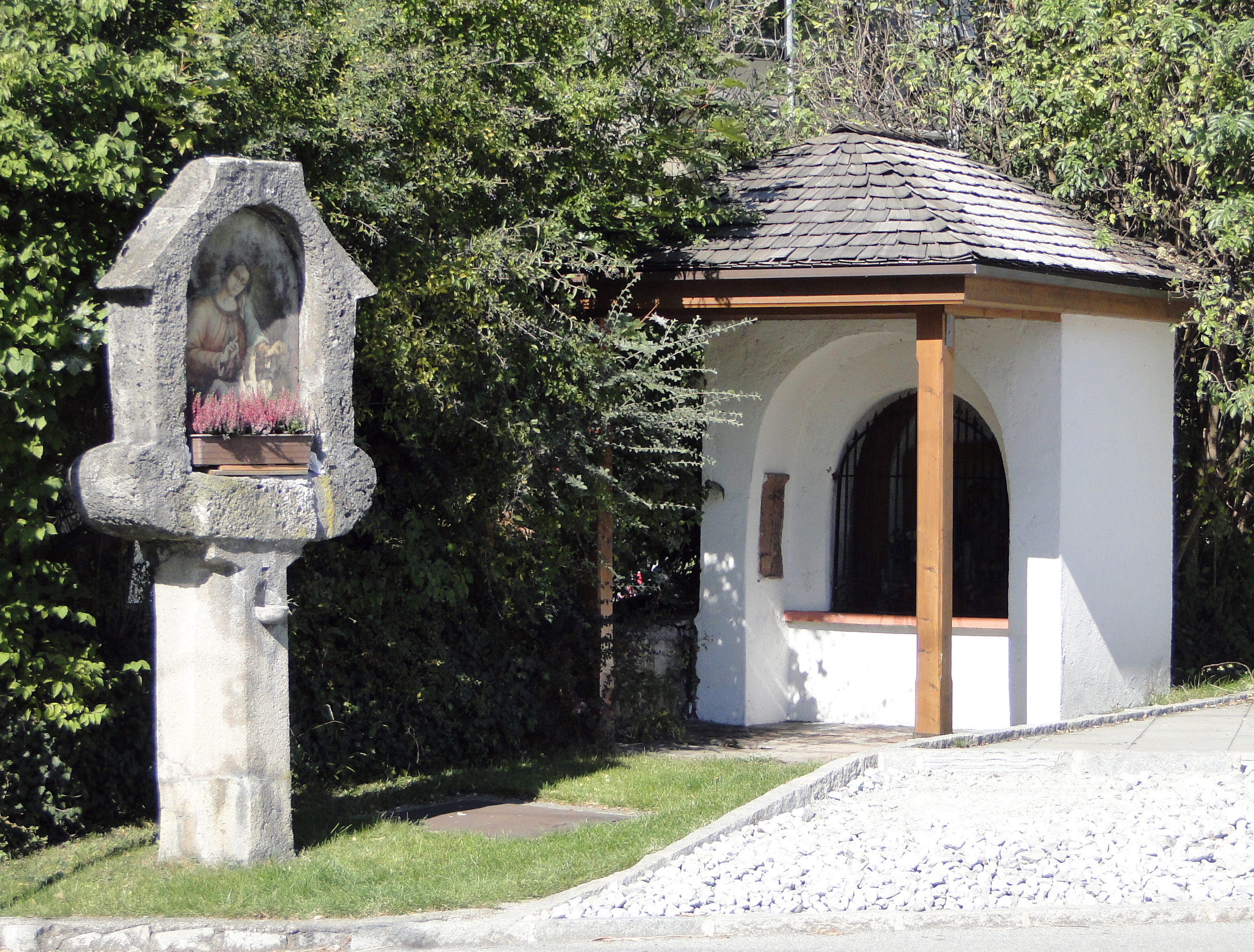
Bildstock bei Rudolf-Biebl-Straße 1, im Verlauf einer vermutlichen Verlängerung des Pilgerwegs von Wals-Siezenheim kommend

Der Weg mit den Geheimnissäulen beginnt im heutigen Stadtteil Elisabeth-Vorstadt und folgte ursprünglich vom Stadttor der Befestigungen der Neustadt einem alten Weg aus der Bischofsresidenz nach Norden, der durch das damals noch ländliche Itzling, einen ebenfalls heutigen Stadtteil von Salzburg, auf den Plainberg führte. Dieser Weg fungierte bereits seit Beginn des Wallfahrtsinteresses nach Maria Plain als örtlicher Pilgerpfad dorthin. Innerhalb des Salzburger Stadtgebiets verläuft der Weg der Geheimnissäulen heute nur mehr teilweise einen durchgehenden Straßenverlauf. Zudem sind im Stadtteil Itzling an der Plainstraße die Stationen der Säulen VI und VII gegeneinander vertauscht. Ab Bildstock IX (nahe Plainbrücke) entspricht der Pfad dem früheren und heute noch üblichen Weg auf den Plainberg. Der Pilgerweg setzt sich nach der abschließenden Votivsäule im Grunde in der Kalvarienberg-Anlage fort und endet damit bei der Wallfahrtskirche selbst. 
Einige andere, den Geheimnissäulen ähnliche Bildsäulen führen von Westen, nämlich aus der heutigen Gemeinde Wals-Siezenheim, an den Beginn des Wegs in der Elisabeth-Vorstadt. Es wird daher angenommen, dass es sich dabei insgesamt um den Verlauf eines früheren Wallfahrtswegs handelt. Entlang des Wegs ab Bildstock I führt für Geocaching-Interessierte ein Multi-Cache.